# 尾斑銀重牙鯛
尾斑銀重牙鯛為輻鰭魚綱鱸形目鱸亞目鯛科的其中一種，分布於中西大西洋區，包括西印度群島、美國佛羅里達州南部海域，體長可達30公分，棲息在沿岸海域，屬雜食性，以藻類、貝類、螃蟹等為食，可做為食用魚。